# Amfepramonă
Amfepramona (denumită și dietilpropionă) este un medicament stimulant și anorexigen derivat de fenetilamină, fiind utilizat în tratamentul obezității. Calea de administrare disponibilă este cea orală.
Amfepramona este un simpatomimetic cu acțiune indirectă și aparține grupei de anorexigene; acționează și prin inhibarea centrului foamei.

## Utilizări medicale
Amfepramona este utilizată ca tratament adjuvant pentru pacienții cu obezitate, împreună cu metode dietetice, medicale și psihoterapeutice.